# خوسيه كيويستا
خوسيه كيويستا (بالإسبانية: Elías Cuesta)‏ هو نبال إسباني، ولد في 15 مارس 1985.

## وصلات خارجية
- خوسيه كيويستا على موقع أوليمبيديا (الإنجليزية)